# Karsten Solheim (musicus)
Karsten Solheim (Søndfjord, 11 maart 1869 - Bergen, 5 maart 1953)  was een Noors componist en organist. In aanvulling op die beroepen was Solheim tevens zangpedagoog aan de Bergense muziekacademie.

## Leven
Karsten Martin Solheim had in Olaf Niklaus een tweelingbroer. De familie van Karsten Martin Solheim en Petrine Johanne Marie (Trine) Stefanson bestond uit zeven personen. Dochter Borghild (geboren in 1897) kroop ook achter het orgel. Zijn opleiding verkreeg hij aan het Conservatorium van Oslo, maar studeerde tevens in Berlijn en Leipzig. Solheim was vaste organist van Mariekirke (1895-1904), Korskirke (1904-1922) en de Domkerk van Bergen (1922-1936).

## Werken
- Kong Olav og kongshæren (Olavskantate)
- Gammel menuet (strijkorkest, 1946; voor piano 1944)
- Golgata (1925)
- Gud signe Norges land (lied op tekst Arne Garborg, 1925
- Kyrie
- Vaar i Norge
- Hil deg, Kong Håkon (1905)
- Eg veit ei lili jenat, ja
- Leid milde ljos
- To vuggeviser (1910)
  - Sveipt i ljose draumer blunder baan elite
  - Gutten sover, jeg vaager for ham
- Syv sange for blandet kor
- Tre passionssange  zangstem met piano of orgel) op tekst van Sigvald Skavlan (1915, Golgotha, Maria Magdalena, O, skaaner)
- Jonsok, tekst van Jacob Rønne (1915, Norsk Musikforlag)
- opus 4: Fire sange for en mellemstemme til teskter av Andraes Paulson
- opus 6: Julesange av Sigvald Skavlan (zangstem met piano of orgel)
- opus 7: Fire sange
- opus 8: Skogens sanger, op tekst van Andreas Jynge (1916, Norsk Musikforlag)
- opus 10: waarin Eg stundar til Fjells (opgedragen aan een academisch koor)

## Concerten
- 5 december 1897: Bergen in de Johanneskirke met onder andere ook Johan Halvorsen
- 31 oktober 1910: Domkerk in Stavanger, samen met Ingolf Schjøtt